# Robert Dilts
Robert Dilts (né en 1955) est un auteur, formateur et consultant américain travaillant dans le domaine de la programmation neuro-linguistique (ou PNL) depuis sa création en 1975 par John Grinder et Richard Bandler.

## Biographie
À partir des années 1980, il formalise le modèle des « niveaux logiques », également appelé « pyramide de Dilts », qui entraînera une seconde génération en PNL. Auparavant, Grinder et Bandler avaient modélisé la manière d'explorer le vécu subjectif et sensoriel d'un sujet, ainsi qu'une multitude de techniques de changement. Le modèle des niveaux logiques de Robert Dilts va permettre non seulement d'élargir une vue plus globale et systémique d'une problématique, mais aussi d'organiser les techniques en fonction du niveau où elles interviennent.
Robert Dilts développera également des techniques essentielles dans le changement des croyances (ou conceptions, convictions), sur les stratégies de génies de notre culture (De Vinci, Mozart, Disney, Bateson, Freud...), mais aussi des modèles pour engendrer des changements au sein des organisations.
Dilts a participé à la rédaction de l'Encyclopedia of Systemic NLP. Dilts est aussi l'auteur de nombreux ouvrages, dont Sleight of Mouth, Changing Belief Systems with NLP ou Beliefs: Pathways to Health and Well-Being (avec Tim Hallbom et Suzi Smith). Il est le coauteur de NLP, Volume 1, écrit en collaboration avec Richard Bandler, John Grinder et Judith Delozier.
Il a fondé Behavioral Engineering, une entreprise de logiciel, avec William Hanley, en 1981 et au sein de laquelle il développe des logiciels pédagogiques, par exemple Math and Spelling Strategy.
Alors étudiant à l'université de Californie, à Santa Cruz dans les années 1970, Dilts a créé une bande dessinée intitulée « Jimmy the Geek ». Dilts obtient son diplôme en 1979.

## Publications

### Ouvrages
- avec John Grinder & Richard Bandler, Judith DeLozierNeuro-Linguistic Programming: The Study of the Structure of Subjective Experience, Volume I, Meta Publications, Capitola, CA, 1980.
- Roots of Neuro-Linguistic Programming, Meta Publications, Capitola, CA, 1983.
- Applications of Neuro-Linguistic Programming, Meta Publications, Capitola, CA, 1983.
- Changing Belief Systems with NLP, Meta Publications, Capitola, CA, 1990.
- Hallbom, Tim & Smith, Suzi & Dilts, Robert, Beliefs: Pathways to Health & Well-Being, Metamorphous Press, Portland, OR, 1990.
- Todd Epstein & Dilts, Robert, Tools For Dreamers: Strategies of Creativity and the Structure of Innovation, Meta Publications, Capitola, CA, 1991.
- Cognitive Patterns of Jesus of Nazareth, Dynamic Learning Publications, Ben Lomond, CA, 1992
- avec Gino Bonissone Skills for the Future, Meta Publications, Capitola, CA, 1993.
- Effective Presentation Skills, Meta Publications, Capitola, CA, 1994.
- Strategies of Genius Volumes I, II & III, Meta Publications, Capitola, CA, 1994-1995.
- Dynamic Learning, coécrit avec Todd Epstein, Meta Publications, Capitola, CA, 1995.
- Visionary Leadership Skills: Creating a World to Which People Want to Belong, Meta Publications, Capitola, CA, 1996.
- avec McDonald Robert, Tools of the Spirit, Meta Publications, Capitola, CA, 1997.
- Modeling With NLP, Meta Publications, Capitola, CA, 1998.
- Sleight of Mouth: The Magic of Conversational Belief Change, Meta Publications, Capitola, CA, 1999.
- avec Judith DeLozier, Encyclopedia of Systemic Neuro-Linguistic Programming and NLP New Coding, NLP University Press, Santa Cruz, CA, 2000.
- From Coach to Awakener, Meta Publications, Capitola, CA, 2003.

### Articles
- Neuro-Linguistic Programming: A New Psychotherapy, 1978, Realities Conference Presentation Papers, San Francisco, CA.
- Neuro-Linguistic Programming in Organizational Development, 1979, Organizational Development Network Conference Presentation Papers, New York, NY.
- Let NLP Work for You, Real Estate Today, February, 1982, Volume 15, Number 2.
- Neuro-Linguistic Programming in Family Therapy, in Family Counseling and Therapy, avec J.D Green, Horne & Olsen editors, 1982, Peacock Publishers, Inc., Itasca, IL.
- NLP in Training Groups, avec Todd Epstein, 1989, Dynamic Learning Publications, Ben Lomond, CA.
- NLP & Life Extension: Modeling Longevity, Jaap Hollander, 1990, Dynamic Learning Publications, Ben Lomond, CA.
- NLP of the Body, avec Moshe Feldenkrais, 1990, Dynamic Learning Publications, Ben Lomond, CA.
- Applications of NLP in Health: Overview of the Seven C’s Model, Anchor Point, August 1992, Salt Lake City, UT
- NLP and Self-Organization Theory, Anchor Point, June 1995, Salt Lake City, UT.
- NLP, Self-Organization and Strategies of Change Management, Anchor Point, July 1995, Salt Lake City, UT.
- Dynamic Assessment, Anchor Point, October 1995, Salt Lake City, UT.
- Bringing Light Into The Darkness: The Principle of Positive Intention, Anchor Point, December 1995, Salt Lake City, UT.
- Modeling the Wisdom of Jesus, Anchor Point, February 1996, Salt Lake City, UT.
- Thought Viruses, Mental Maps and Health, Anchor Point, March-April 1996, Salt Lake City, UT.
- Darwin’s Thinking Path, Anchor Point, November 1996, Salt Lake City, UT.
- Map and Territory, avec Judith DeLozier, collectif, Anchor Point, May & June 1997, Salt Lake City, UT.
- The Process of Reimprinting, Anchor Point, July & August 1997, Salt Lake City, UT.
- Time Lines, Anchor Point, October 1997, Salt Lake City, UT.
- NLP and Intellectual Property, Anchor Point, December 1997, Salt Lake City, UT.
- The Evolution of Perceptual Positions, avec Judith DeLozier, collectif, Anchor Point, September 1998, Salt Lake City, UT.
- Transderivational Morphology, Anchor Point, May, 1999, Salt Lake City, UT.
- Research and NLP, The Health Attractor Journal, September 1999, Salt Lake City, UT.